# Marmotini
Marmotini (бабаки) — триба мишоподібних гризунів родини вивіркових (Sciuridae). Це міцні тварини з потужними передніми лапами, на яких є великі кігті, призначені для риття. Це великі види з родини вивіркових, а бабак альпійський може важити до восьми кілограмів. Живляться в основному рослинним матеріалом, це: стебла, трави, насіння, пагони, бульби, листя, квіти. Проте, вони доповнюють свій раціон тваринним матеріалом, таким як комахи і падло. Загалом живуть у соціальних групах, у підземних житлах. Є також види, такі як ховрах європейський, які, як правило, живуть в окремих норах, розташованих близько одна до одної, утворюючи колонії. Багато видів зазнають глибокого сну, прокидаючись ранньою весною, мабуть, щоб дати молоді оптимальний шанс вирости до настання зими. Молодь росте досить швидко, і за час від трьох до шести тижнів стає незалежною. Marmotini мають багато ворогів, у тому числі хижі птахи, Canidae, Mustelidae, Taxidea. Про небезпеку Marmotini попереджають своїх співплемінників криками. У холодних широтах, щоб підготуватися до зими, тварини запасають товстий жировий шар і/або підземні харчові запаси. У районах, де рослини висихають влітку, тварини мають літній сон. Більшість видів закривають спальні місця землею і травою, коли вони йдуть спати.

## Класифікація
- Marmotini
  - Ammospermophilus
  - Callospermophilus
  - Лучний собачка (Cynomys)
  - Ictidomys
  - Бабак (Marmota)
  - Notocitellus
  - Otospermophilus
  - Poliocitellus
  - Sciurotamias
  - Ховрах (Spermophilus)
  - Бурундук (Tamias)
  - Urocitellus
  - Xerospermophilus